# 浅草区
浅草区（あさくさく、旧字体：淺草區）は、東京府東京市（後に東京都）にかつて存在した区である。1878年（明治11年）から1947年（昭和22年）までの期間（東京15区及び35区の時代）に存在した。現在の台東区の東部。

## 歴史

### 沿革
- 1878年（明治11年）11月2日 - 郡区町村編制法により、以下の区域をもって浅草区を設置。
  - 浅草上平右衛門町、浅草新平右衛門町、浅草新須賀町、浅草福井町一丁目、浅草福井町二丁目、浅草福井町三丁目、浅草新福井町、浅草猿屋町、浅草福富町、向柳原一丁目、向柳原二丁目（現浅草橋）
  - 浅草下平右衛門町、浅草榊町、浅草新森田町、浅草新片町、浅草旅籠町一丁目、浅草旅籠町二丁目（現柳橋）
  - 浅草茅町一丁目、浅草茅町二丁目、浅草瓦町、浅草須賀町、浅草御蔵前片町（現浅草橋、柳橋）
  - 浅草元鳥越町、浅草西鳥越町（現浅草橋、鳥越）
  - 浅草老松町（現鳥越）
  - 浅草東三筋町、浅草西三筋町（現三筋）
  - 浅草小島町（現小島、三筋）
  - 浅草森田町、浅草新旅籠町、浅草南元町、浅草北元町、浅草南富坂町、浅草北富坂町、浅草八幡町、浅草三好町（現蔵前）
  - 浅草七軒町、浅草永住町、浅草阿部川町、浅草南松山町、浅草南清島町（現元浅草）
  - 浅草北三筋町（現三筋、元浅草）
  - 浅草寿町、浅草高原町、浅草新福富町（現寿）
  - 浅草栄久町、浅草森下町（現寿、蔵前）
  - 浅草新猿屋町、浅草諏訪町（現駒形）
  - 浅草黒船町（現寿、蔵前、駒形）
  - 浅草駒形町（現寿、駒形、雷門）
  - 浅草田原町一丁目、浅草三間町（現寿、雷門）
  - 浅草田原町二丁目、浅草田原町三丁目、浅草東仲町、浅草西仲町、浅草並木町、浅草茶屋町、浅草材木町（現雷門）
  - 浅草北清島町、浅草神吉町（現東上野）
  - 浅草北松山町、浅草松葉町（現松が谷）
  - 浅草松清町、浅草田島町、浅草芝崎町（現西浅草）
  - 浅草新谷町（現千束）
  - 浅草北田原町三丁目、浅草新畑町、浅草北東仲町、浅草馬道一丁目、浅草馬道二丁目、浅草馬道三丁目、浅草馬道五丁目、浅草馬道七丁目、浅草象潟町、浅草猿若町二丁目、浅草猿若町三丁目、浅草聖天町、浅草聖天横町、浅草山川町、浅草金龍山下瓦町、浅草田町一丁目、浅草公園地（現浅草）
  - 浅草花川戸町、浅草馬道四丁目、浅草馬道六丁目（現花川戸）
  - 浅草馬道八丁目、浅草猿若町一丁目、浅草山ノ宿町（現浅草、花川戸）
  - 浅草田町二丁目、浅草東町（現浅草、千束）
  - 新吉原五十間町、新吉原江戸町一丁目、新吉原江戸町二丁目、新吉原揚屋町、新吉原角町、新吉原京町二丁目（現千束）
  - 浅草光月町（現千束、入谷）
  - 浅草今戸町、浅草亀岡町一丁目、浅草亀岡町二丁目、浅草亀岡町三丁目（現今戸）
  - 浅草吉野町（現東浅草、今戸、清川）
  - 浅草元吉町（現東浅草、日本堤）
  - 浅草町、浅草山谷町（現日本堤、清川）
  - 浅草橋場町（現橋場）
  - 浅草石浜町（現橋場、清川）
  - 浅草清川町（現清川）
- 1889年（明治22年）5月1日 - 市制、町村制の施行に伴う東京市の設置により、以下の再編が行われた。
  - 北豊島郡地方山谷町、地方今戸町の全域と、以下の3村の各一部を編入（カッコ内は残部の編入先）。
    - 地方橋場町（南千住町）
    - 千束村（東京市下谷区、南千住町）
    - 坂本村（東京市下谷区）

  - 編入された地域に以下の町丁を設置。地方橋場町は浅草橋場町に編入。
    - 浅草千束町一丁目（現千束）
    - 浅草千束町二丁目（現千束、浅草）
    - 浅草千束町三丁目（現浅草）
    - 浅草玉姫町（現清川）
    - 浅草田中町（現清川、日本堤）
- 1923年（大正12年）9月1日 ‐ 関東大震災によりほぼ全滅。
- 1943年（昭和18年）7月1日 - 東京都制が施行され、東京市と東京府が廃止され、東京都を設置。
- 1947年（昭和22年）3月15日 - 下谷区と合併して台東区を新設。
  - 浅草区役所庁舎は合併後台東区役所浅草庁舎として利用されたが、1973年の台東区役所新庁舎竣工・庁舎統合により1974年に解体され、1977年にその跡地に浅草公会堂が建てられている。

## 交通

### 鉄道
- 国鉄（現・JR東日本）
  - 総武本線 ： 浅草橋駅
- 東武鉄道
  - 伊勢崎線 ： 浅草雷門駅（現・浅草駅）
- 東京地下鉄道（→帝都高速度交通営団、現・東京メトロ）
  - 東京地下鉄道線（個別の線名なし； 現・銀座線） ： 田原町駅 - 浅草駅
- 東京都電車（廃線）
  - 蔵前線、千住線、厩橋線、吾妻橋線、千束線

都営地下鉄浅草線は未開通。また蔵前駅（都営浅草線、都営大江戸線）、およびつくばエクスプレス線の浅草駅は開業していなかった。

## 関係者

### 出身有名人
現台東区の出身有名人については台東区を参照
- 岡田茂吉 - 宗教者・美術品収集家、世界救世教教祖、MOA美術館創立者
- 五井昌久 - 宗教家、白光真宏会初代会長
- 深谷隆司 - 国会議員、第64代・第65代通商産業大臣ほか大臣を歴任
- 速水御舟 - 日本画家
- 杉山寧 - 日本画家
- 森白甫 - 日本画家
- 山下清 - 画家
- 安藤緑山 - 彫刻家
- 川田順 - 歌人・実業家
- 土岐善麿 - 歌人・国語学者・新作能作者
- 加太こうじ - 評論家・庶民文化研究家・紙芝居作家
- 秋山安三郎 - 演劇評論家・随筆家
- 荒松雄 - 歴史学者・推理作家
- 久保田万太郎 - 小説家・劇作家・俳人
- 渡辺水巴 - 俳人
- 喜谷六花 - 俳人
- 小幡欣治 - 劇作家
- 一瀬直行 - 詩人・小説家
- 関根弘 - 詩人・評論家
- 高橋邦太郎 - 翻訳家・フランス文学者
- 辻潤 - 翻訳家・思想家
- 石川淳 - 小説家
- 荒木巍 - 小説家
- 川口松太郎 - 小説家・劇作家
- 倉光俊夫 - 小説家
- 小山清 - 小説家
- 佐江衆一 - 小説家
- 円地文子 - 小説家・劇作家
- 池波正太郎 - 時代小説作家・劇作家・美食家
- 田久保英夫 - 小説家
- 田村俊子 - 小説家
- 落合信彦 - ノンフィクション作家
- 吉野二郎 - 映画監督
- 初代市川猿翁 - 歌舞伎俳優
- 3代目市川段四郎 - 歌舞伎俳優
- 12代目片岡仁左衛門 - 歌舞伎俳優
- 4代目沢村国太郎 - 俳優
- 沢村貞子 - 女優・随筆家
- 伊藤雄之助 - 俳優
- 大矢市次郎 - 俳優
- 加東大介 - 俳優
- 高杉早苗 - 女優
- 立花貞二郎 - 俳優
- 初代中村吉右衛門 - 歌舞伎俳優
- 並木路子 - 歌手・女優
- 松井潤子 - 女優
- 松井千枝子 - 女優
- 水川八重子 - 女優
- 柳さく子 - 女優
- 中島清次郎 - 寿司職人
- 中田孝 - 機械工学者
- 西村つた江 - 歌手
- 7代目芳村伊十郎 - 長唄唄方
- 安藤鶴夫 - 落語評論家・小説家
- 5代目三遊亭圓楽 - 落語家
- 東八郎 - コメディアン
- 永六輔 - 放送作家・タレント・作詞家・随筆家
- 山田太一 - 脚本家・小説家
- 大沢悠里 - フリーアナウンサー、元TBSアナウンサー
- 阪本時彦 - フリーアナウンサー、元毎日放送アナウンサー
- 荒川博 - 元プロ野球選手
- 土橋正幸 - 元プロ野球選手
- Gamer Grandma - YouTuber、『最高齢のゲーム動画投稿YouTuber』ギネス世界記録保持者
- 川崎富作 - 医師、川崎病発見者
- 茶川一郎 - コメディアン、俳優
- 溝口敦 - ノンフィクション作家、ジャーナリスト
- 槌田満文 - ジャーナリスト
- 杉兵助 - コメディアン
- 梶原一騎 - 漫画原作者、小説家、映画プロデューサー
- 北林早苗 - 女優
- 森静子 - 女優
- 小松原庸子 - 舞踊家
- 金子泰藏 - 商学者
- 水谷静夫 - 国語学者、言語学者
- 門野晴子 - 教育評論家

### 居住者
- 秋元源彌 - 皮革商、近江屋主
- 豊田佐吉 - トヨタグループ創業者。1892年、浅草区千束町に居住。